# Semaeopus deflexa
Semaeopus deflexa är en fjärilsart som beskrevs av W. Warren 1900. Semaeopus deflexa ingår i släktet Semaeopus och familjen mätare. Inga underarter finns listade i Catalogue of Life.